# Arjona
Arjona er en by og kommune i det sydlige Spanien i provinsen Jaén. Den har et indbyggertal på 5.376 (2024) indbyggere.